# Phong trào Ái quốc Tam Tự
Phong trào Ái quốc Tam Tự (chữ Anh: Three-Self Patriotic Movement), hoặc gọi Hội Thánh Tam Tự, là cơ quan giám sát chính thức của nhà nước đối với Tin Lành tại Trung Quốc.
Uỷ ban Phong trào Ái quốc Tam Tự của đạo Tin Lành tại Trung Quốc (TSPM) và Hiệp hội Cơ Đốc giáo Trung Quốc (CCC) được gọi chung ở Trung Quốc là "lưỡng hội". Hai tổ chức này cùng chung hình thành Hội Thánh Tin Lành được nhà nước công nhận tại Trung Quốc đại lục. Cả hai đều chịu sự quản lí của Ban Công tác Mặt trận Thống nhất thuộc Uỷ ban Trung ương đảng Cộng sản Trung Quốc kể từ khi Cục Sự vụ Tôn giáo Quốc gia (NRAA) được sáp nhập vào ban đó năm 2018.

## Tóm tắt

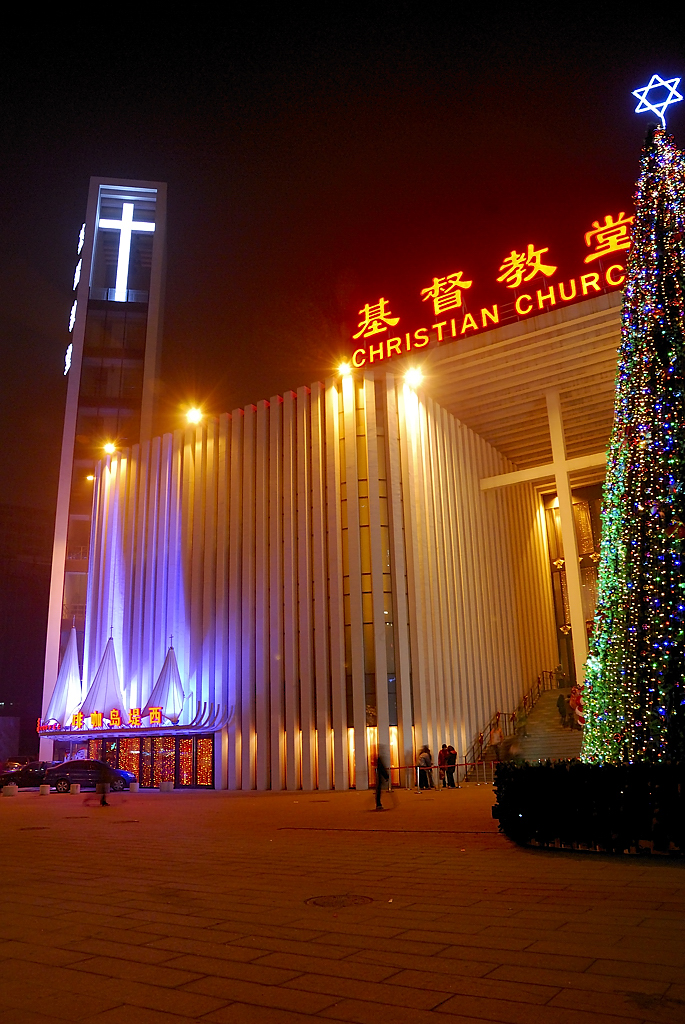
Hội Thánh Tin Lành Hải Điến ở Bắc Kinh, vào dịp lễ Giáng sinh năm 2007.

Phong trào Ái quốc Tam Tự là một phong trào yêu Tin Lành và yêu nước của các Cơ Đốc nhân tại Trung Quốc. Sau khi nước Cộng hoà Nhân dân Trung Hoa được thành lập vào năm 1949, phong trào này đã đánh dấu bước chuyển quan trọng, khi đạo Tin Lành tại Trung Quốc từng bước cắt đứt các mối quan hệ tôn giáo và kinh tế với các tổ chức truyền giáo nước ngoài, từ đó đã mở đầu sự phát triển độc lập theo đúng nghĩa, hình thành Phong trào Ai quốc Tam Tự hoạt động trên quy mô lớn, với ba nguyên tắc chính: tự trị (tự quản lí), tự dưỡng (tự đảm bảo tài chính) và tự truyền (truyền giáo độc lập).
Sau khi nước Cộng hòa Nhân dân Trung Hoa thành lập, các Cơ Đốc nhân tại Trung Quốc đã tiến hành phong trào yêu Tin Lành và yêu nước nhằm thoát khỏi hình ảnh của giáo hội như một công cụ bán thuộc địa của phương Tây. Phong trào này tập trung vào việc thực hiện ba nguyên tắc: tự trị, tự dưỡng và tự truyền. Trong bối cảnh đó, các tín đồ đoàn kết dưới ngọn cờ chủ nghĩa yêu nước, tích cực tham gia vào công cuộc xây dựng đất nước. Khi các cường quốc phương Tây xâm nhập Trung Quốc, họ đã lợi dụng các tổ chức truyền giáo của Cơ Đốc giáo làm công cụ phục vụ mục đích thuộc địa. Điều này gây bất bình trong giới tín đồ yêu nước tại Trung Quốc và dẫn đến sự đối lập giữa giáo hội và quần chúng nhân dân. Từ những năm 1870, một số tín đồ yêu nước bắt đầu chủ trương giáo hội độc lập tự chủ, và do chính người Trung Quốc quản lí. Dù đã xuất hiện một số tổ chức giáo hội tự lập mang tính toàn quốc, nhưng quy mô còn nhỏ và thời gian tồn tại không lâu.
Vào tháng 7 năm 1950, dưới sự khởi xướng của các nhà lãnh đạo như Ngô Diệu Tông, giới Cơ Đốc giáo đã công bố bản tuyên ngôn "Con đường nỗ lực của Cơ Đốc giáo Trung Quốc trong công cuộc kiến thiết Tân Trung Quốc". Tuyên ngôn này kêu gọi các tín đồ ủng hộ "Cương lĩnh chung của Hội nghị Hiệp thương Chính trị Nhân dân Trung Quốc", phản đối chủ nghĩa đế quốc, chủ nghĩa phong kiến và chủ nghĩa tư bản quan liêu, hướng tới mục tiêu xây dựng một Trung Quốc độc lập, dân chủ, hoà bình, thống nhất và giàu mạnh. Tuyên ngôn cũng nhấn mạnh việc thúc đẩy sự hình thành đạo Tin Lành tại Trung Quốc do chính người Trung Quốc quản lí, đồng thời khuyến khích tinh thần yêu nước, dân chủ, lòng tự tôn và tự tin trong các tín đồ. Sau khi công bố, bản tuyên ngôn đã nhận được sự hưởng ứng mạnh mẽ từ cộng đồng tín đồ trên toàn quốc.
Năm 1954, Đại hội toàn quốc Cơ Đốc giáo Trung Quốc khoá I được tổ chức tại Bắc Kinh. Đại hội nhấn mạnh mục tiêu thúc đẩy sự đoàn kết trên nền tảng yêu Tin Lành và yêu nước trong cộng đồng đạo Tin Lành tại Trung Quốc. Đồng thời, hội nghị tái khẳng định phong trào Tam Tự tôn trọng đức tin và nghi lễ của các hệ phái khác nhau. Tại đây, Uỷ ban Phong trào Ái quốc Tam Tự của đạo Tin Lành tại Trung Quốc chính thức được thành lập, đánh dấu sự chuyển đổi từ giai đoạn "đổi mới Tam Tự" sang "ái quốc Tam Tự". Trước những lo ngại rằng hai chữ "đổi mới" có thể bị hiểu nhầm là xoá bỏ các chế độ nguyên hữu của giáo hội hoặc can thiệp vào đức tin, hội nghị đã quyết định đổi thuật ngữ "đổi mới" thành "ái quốc" để xoá bỏ hiểu lầm, củng cố sự đoàn kết, và làm rõ bản chất và nhiệm vụ của phong trào phản đế ái quốc. Ông Ngô Diệu Tông được bầu làm chủ tịch Uỷ ban Phong trào Ái quốc Tam Tự. Năm 1961, tại Thượng Hải, Đại hội toàn quốc Cơ Đốc giáo Trung Quốc khoá II được tổ chức. Đại hội kêu gọi toàn thể tín đồ tích cực tham gia vào công cuộc xây dựng chủ nghĩa xã hội và phát triển giáo hội. Ông Ngô Diệu Tông tiếp tục được bầu làm chủ tịch Uỷ ban. Đến năm 1980, Đại hội toàn quốc khoá III cử hành tại Nam Kinh. Hội nghị đánh giá cao thành tựu của Phong trào Ái quốc Tam Tự trong 30 năm qua, đồng thời nhận định rằng giai đoạn sáng nghiệp của phong trào đã qua nhưng nhiệm vụ vẫn chưa hoàn thành. Hội nghị kêu gọi cộng đồng tín đồ và các nhà lãnh đạo giáo hội thực hiện giáo dục lại nhằm nâng cao nhận thức về nguyên tắc Tam Tự và chuyển từ việc tự tổ chức giáo hội sang làm tốt công tác quản lí giáo hội. Tại hội nghị, một cơ quan giáo vụ toàn quốc mới – Hiệp hội Cơ Đốc giáo Trung Quốc (CCC) – đã được thành lập.
Uỷ ban Phong trào Ái quốc Tam Tự của đạo Tin Lành tại Trung Quốc (TSPM) và Hiệp hội Cơ Đốc giáo Trung Quốc (CCC) đã tuân thủ phương châm độc lập, tự chủ và tự tổ chức giáo hội, không ngừng phát triển theo hướng bền vững. Toàn bộ đội ngũ mục sư và các chức sắc giáo hội đều do người Trung Quốc đảm nhiệm; các công việc hành chính của giáo hội được quản lí bởi đại diện tín đồ trong nước, và kinh phí hoạt động của giáo hội hoàn toàn do tín đồ tự duy trì.
Trong các lĩnh vực như tư tưởng thần học, biểu hiện nghệ thuật và nghi lễ thờ phụng, giáo hội cũng từng bước xây dựng con đường phát triển riêng. Qua nhiều năm, Phong trào Ai quốc Tam Tự đã chứng minh tính chính nghĩa và hợp lí của đường lối tự tổ chức giáo hội bằng nhiều thực tiễn cụ thể. Cùng với sự thay đổi tình hình trong nước và quốc tế, ngày càng có nhiều giáo hội nước ngoài bày tỏ sự ủng hộ đối với nguyên tắc Tam Tự. Nhờ duy trì sự độc lập và tự chủ, đạo Tin Lành tại Trung Quốc đã khẳng định vị thế trong cộng đồng giáo hội thế giới và nhận được sự tôn trọng rộng rãi.

## Nguyên tắc Tam Tự

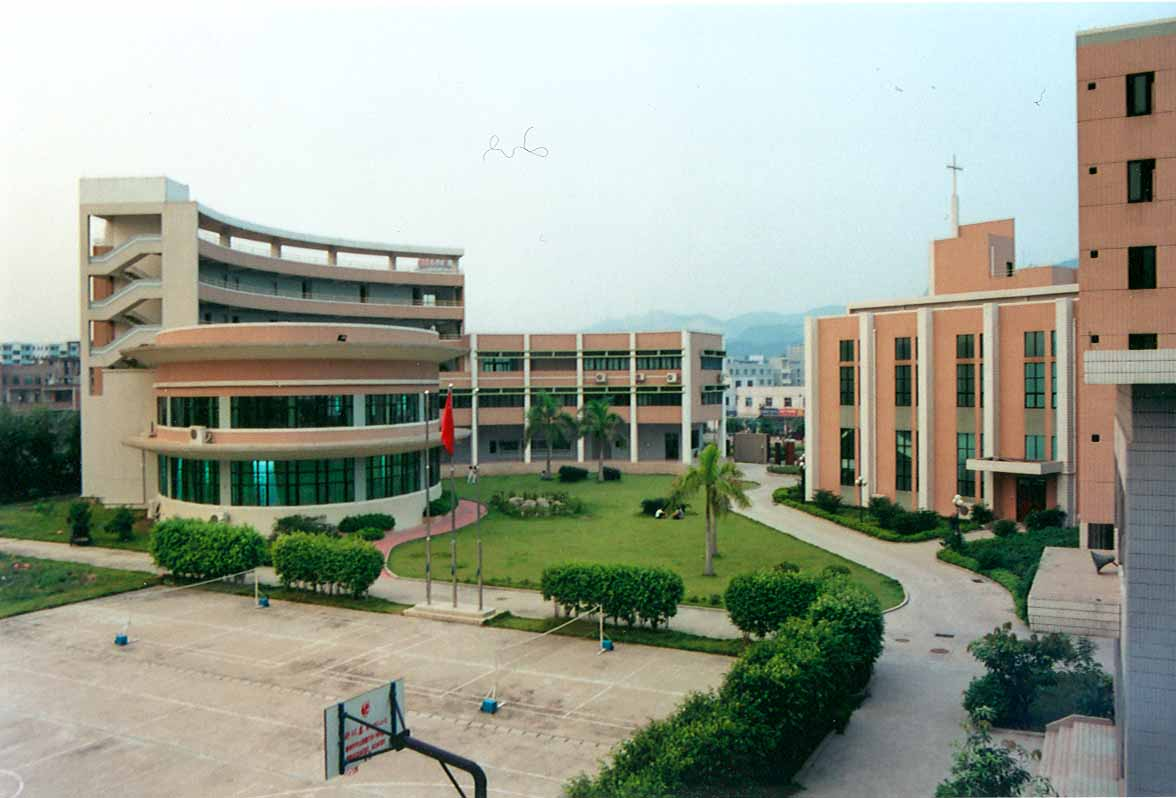
Khuôn viên của Viện Thần học Hiệp hoà Quảng Đông (GUTS) tại Quảng Châu, tỉnh Quảng Đông, năm 2003.

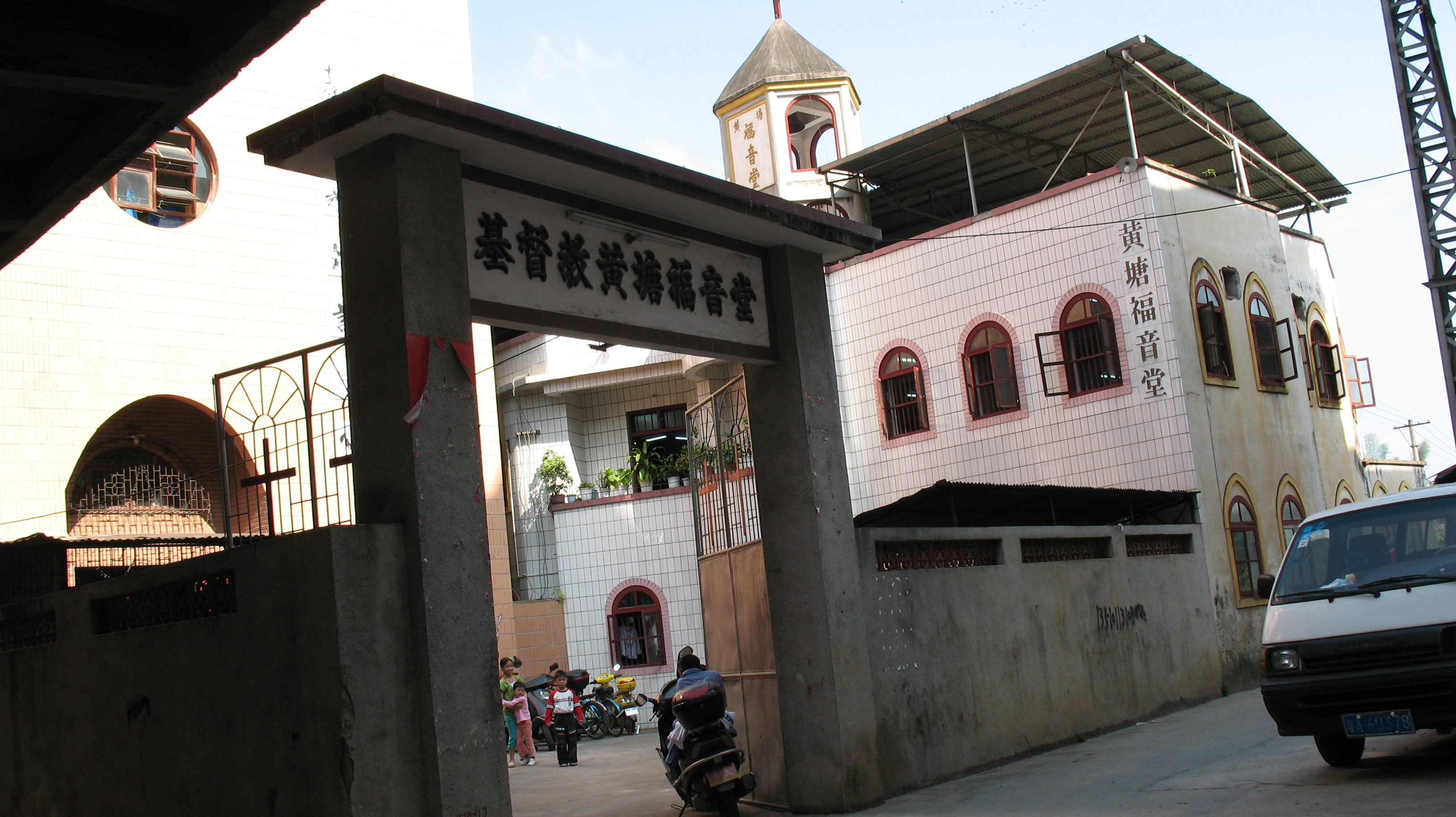
Hội Thánh Tin Lành Hoàng Đường, tại Mai Châu, tỉnh Quảng Đông, năm 2006.

Trong "Phong trào Ái quốc Tam Tự" sau khi nước Cộng hoà Nhân dân Trung Hoa được thành lập năm 1949, tên đầy đủ của "Tam Tự" là "Tự trị, Tự dưỡng, Tự truyền", nhằm phản đối sự can thiệp của các thế lực nước ngoài vào các tổ chức tôn giáo. Các nguyên tắc này có ý nghĩa cơ bản như sau:
- Tự trị: Hội Thánh quản lí các công việc nội bộ độc lập, không phụ thuộc vào các tổ chức tôn giáo nước ngoài.
- Tự dưỡng: Hội Thánh duy trì các hoạt động tài chính độc lập, không nhận hỗ trợ từ chính phủ hoặc tổ chức tôn giáo quốc tế.
- Tự truyền: Việc truyền bá đức tin và giải thích giáo lí được thực hiện hoàn toàn bởi các nhà truyền đạo trong nước.

Thuật ngữ "Tam Tự" đã được sử dụng vào cuối thế kỉ XIX để chỉ một chính sách quan trọng trong phong trào Cơ Đốc giáo tại Trung Quốc, nhằm mục đích tách rời khỏi sự quản lí và lãnh đạo của các giáo hội phương Tây, đồng thời khuyến khích người Trung Quốc độc lập tự chủ, tự tổ chức các Hội Thánh của mình. Chính sách này đã được rất nhiều Hội Thánh Tin Lành Trung Quốc áp dụng ít hay nhiều. Tuy nhiên, nguyên tắc này gặp phải sự phản đối từ các nhà truyền giáo và tín đồ Cơ Đốc trong nước. Vào khoảng năm 1885, nhà truyền giáo người Mỹ John Livingston Nevius đã thử áp dụng chính sách Tam Tự để thành lập một giáo đường tại Sơn Đông, nhưng bị các nhà truyền giáo khác phản đối. Sau đó, ông được mời đến Hàn Quốc để chia sẻ kinh nghiệm với các nhà truyền giáo Mỹ tại đây và đã được đón nhận nồng nhiệt. Dù Cơ Đốc giáo truyền vào Hàn Quốc muộn hơn, nhưng sự phát triển của nó lại vượt trội so với Trung Quốc, và một phần lý do chính là sự tiếp nhận chính sách đó.
Tên đầy đủ ban đầu của thuật ngữ này là "Tự lập, Tự dưỡng, Tự truyền", rất nhiều Hội Thánh Tin Lành Trung Quốc đã áp dụng chính sách này ở mức độ khác nhau. Ví dụ, Hội Tự lập Gia Tô giáo Trung Quốc bắt đầu từ năm 1906, với chủ trương "những tín đồ có chí hướng, phấn đấu tự lập, tự dưỡng, tự truyền [...] tuyệt đối không chịu sự quản lí của giáo hội phương Tây". Ngoài ra, các Hội Thánh như Hội đường Cơ đốc nhân do Vương Minh Đạo thiết lập, Hội Thánh địa phương do Nghê Thác Thanh thiết lập, cũng như Gia đình Giê-xu do Kính Điện Doanh thiết lập, đều thực hiện theo nguyên tắc Tam Tự. Những giáo hội này có thể được gọi là các Hội Thánh tự lập ở Trung Quốc (en). Đến năm 1949, nhìn chung, số lượng Hội Thánh Tin Lành Trung Quốc thực hiện nguyên tắc Tam Tự còn rất ít và mức độ thực hiện còn không đồng đều. Trong bối cảnh Trung Quốc nghèo khó và biến động, các Hội Thánh tự lập vẫn còn ở giai đoạn quá độ phát triển.
Trong thời gian Bắc Kinh bị Nhật Bản chiếm đóng vào năm 1942, một số Hội Thánh đã thành lập "Hội Xúc tiến Liên hiệp Cơ Đốc Hoa Bắc" và gửi thư cho Vương Minh Đạo, trong thư có viết: "Để thúc đẩy tinh thần tự lập, tự dưỡng và tự truyền của Hội Thánh, Hội Xúc tiến Liên hiệp Cơ Đốc Hoa Bắc đã được thành lập, [...] Hội Thánh của quý vị nằm trong khu vực của chi hội, vì vậy có sự cần thiết tham gia." Vương Minh Đạo, vốn luôn chủ trương tách biệt giáo hội và chính phủ, và không bao giờ bàn về chính trị, cho rằng "Hội Xúc tiến" là công cụ chính trị của người Nhật, dùng để thao túng các Hội Thánh. Ông đã trả lời: "Thư đến tôi đã nhận, về việc tham gia Hội Xúc tiến Liên hiệp Cơ Đốc, rất tiếc tôi không thể thực hiện. Việc thành lập hiệp hội của quý vị ban đầu nhằm mục đích giúp các Hội Thánh từng chịu sự quản lí của các Hội Thánh phương Tây phải tự lập, tự dưỡng và tự truyền, còn Hội Thánh của tôi từ trước đến nay vẫn thực hiện tự lập, tự dưỡng và tự truyền, vì vậy không cần tham gia vào hiệp hội của quý vị". Cả hai bên đều tuyên bố theo đuổi chính sách "tự lập, tự dưỡng, tự truyền", nhưng mục đích và ý đồ lại hoàn toàn khác nhau.
Do chính sách Tam Tự có sự mâu thuẫn ít nhiều với bản chất của đức tin Cơ Đốc giáo (các Hội Thánh Tam Tự không cần phải tuân theo giáo hoàng Vatican, trong khi Giáo hội Công giáo lại phải tuân theo giáo hoàng), cùng với việc không chấp nhận các Hội Thánh Tam Tự, như là việc Giáo hội Công giáo yêu cầu tín đồ phải tuân theo giáo hoàng (trong khi tín đồ Công giáo La Mã tại Trung Quốc đại lục phải tuân theo sự lãnh đạo của Hội Ái quốc Công giáo Trung Quốc), điều này đã dẫn đến sự hình thành các giáo hội ngầm ở Trung Quốc (en).

## Lịch sử
Nguyên tắc Tam Tự, gồm tự trị, tự dưỡng và tự truyền, lần đầu tiên được Henry Venn - tổng thư kí của Hội Truyền giáo Hải ngoại Anh Quốc (en) từ năm 1841 đến 1873, và Rufus Anderson - thư kí ngoại giao của Uỷ ban Truyền giáo Hải ngoại Hoa Kỳ (en), khởi xướng. "Phương pháp Nevius", được đặt tên theo John Livingstone Nevius (en), một nhà truyền giáo tại Trung Quốc và Hàn Quốc, đã phát triển nguyên tắc Tam Tự của Venn và Anderson thành một kế hoạch để thiết lập các Hội Thánh Tin Lành bản địa.
Đến năm 1877, nguyên tắc Tam Tự đã được bàn luận rộng rãi trong cộng đồng các nhà truyền giáo tại Trung Quốc. Các nguyên tắc này đã được soạn thảo chính thức trong một hội nghị vào năm 1892 tại Thượng Hải của các tổ chức truyền giáo Cơ Đốc, thể hiện một sự đồng thuận gần như toàn diện rằng tương lai của các Hội Thánh Tin Lành Trung Quốc phụ thuộc vào việc bản thổ hoá ban trị sự Hội Thánh và tìm ra những hình thức thờ phượng Đức Chúa Trời phù hợp với văn hoá Trung Quốc.

### Tuyên ngôn Cơ Đốc
Vào tháng 5 năm 1950, Ngô Diệu Tông và các lãnh đạo Tin Lành nổi bật khác như Triệu Tử Thần, Trần Sùng Quế và Đặng Dụ Chí đã gặp Thủ tướng Trung Quốc Chu Ân Lai tại Bắc Kinh để thảo luận về mối quan hệ của đạo Tin Lành với nhà nước non trẻ của Trung Quốc. "Tuyên ngôn Cơ Đốc" được công bố vào tháng 7 năm 1950, với tiêu đề ban đầu là "Hướng đi của đạo Tin Lành tại Trung Quốc trong việc xây dựng Tân Trung Quốc". Trong những năm 1950, có 400.000 tín đồ Tin Lành đã công khai ủng hộ và kí tên vào tài liệu này.

Mục đích công bố tài liệu này là:
Nâng cao cảnh giác đối với chủ nghĩa đế quốc, làm rõ lập trường chính trị của Cơ Đốc nhân trong Tân Trung Quốc, thúc đẩy việc xây dựng một Hội Thánh Tin Lành Trung Quốc do chính người Trung Quốc quản lí, và chỉ ra các trách nhiệm mà Cơ Đốc nhân trên toàn quốc nên đảm nhận trong công cuộc tái thiết đất nước.
Tuyên ngôn cũng nêu rõ rằng phong trào này thúc đẩy nguyên tắc "tự trị, tự dưỡng và tự truyền" của Hội Thánh Tin Lành Trung Quốc.

### Phong trào Đổi mới Tam Tự
Vào tháng 3 năm 1951, sau khi Trung Quốc tham gia chiến tranh Triều Tiên, Cục Sự vụ Tôn giáo Quốc gia (NRAA) đã chỉ đạo các tổ chức tôn giáo ưu tiên việc loại bỏ ảnh hưởng của chủ nghĩa đế quốc. Vào giữa tháng 4, Hội đồng Quản lí Nhà nước đã tổ chức một hội nghị tại Bắc Kinh về chủ đề "Xử lí các tổ chức Cơ đốc giáo nhận tài trợ từ Hoa Kỳ". Hội nghị này dẫn đến việc thành lập Uỷ ban Trừ bị cho Phong trào Đổi mới Tam Tự "chống Mỹ, hộ Triều" của Hội Thánh Tam Tự (TSRM) theo chính sách mặt trận thống nhất của Trung Quốc. Những người tham dự hội nghị đã phát hành một "Tuyên bố Đoàn kết", kêu gọi các giáo đường và các tổ chức Cơ Đốc giáo khác "hoàn toàn, vĩnh viễn và toàn diện cắt đứt mọi mối quan hệ với các hội truyền giáo của Hoa Kỳ và các hội truyền giáo khác, từ đó thực hiện tự trị, tự dưỡng và tự truyền trong Hội Thánh Tin Lành Trung Quốc." Tuyên bố này đã có tác dụng bất ngờ là làm tăng số lượng các Hội Thánh tự nhận mình là "tự điều hành".

### Thành lập Phong trào Ái quốc Tam Tự

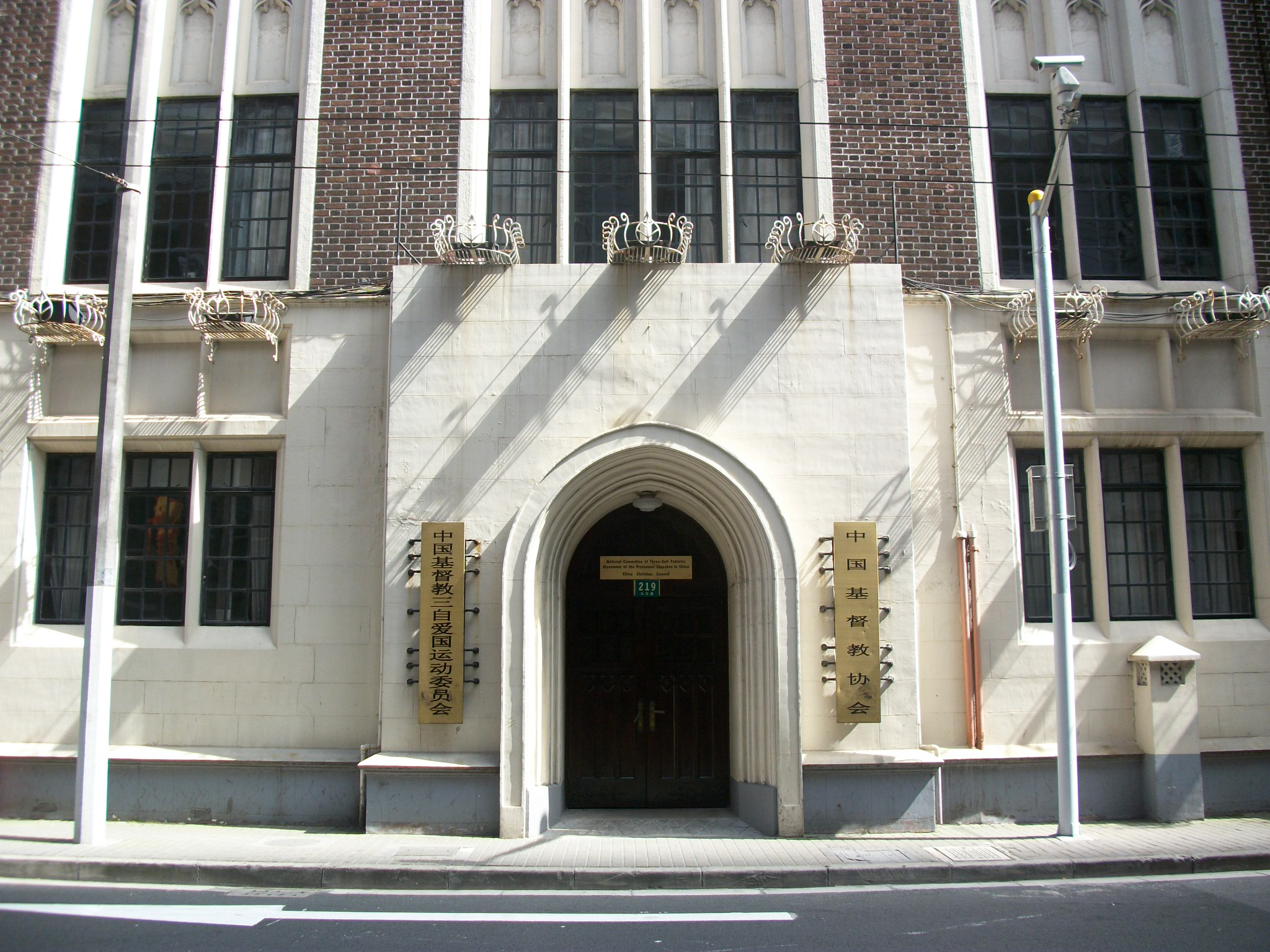
Văn phòng Lưỡng hội Toàn quốc đạo Tin Lành, gồm Hiệp hội Cơ Đốc giáo Trung Quốc (CCC) và Uỷ ban Phong trào Ái quốc Tam Tự của đạo Tin Lành tại Trung Quốc (TSPM), nằm trên đường Cửu Giang, Thượng Hải.

Khi Phong trào Ái quốc Tam Tự được thành lập vào năm 1954, tổ chức này đã thúc đẩy chiến lược Tam Tự để loại bỏ ảnh hưởng của nước ngoài khỏi các giáo đường Trung Quốc và bảo đảm với chính phủ rằng các giáo đường sẽ trung thành với Chính phủ Nhân dân Trung Hoa mới thành lập. Những nhà lãnh đạo Tin Lành khác có thể kể đến là Giả Ngọc Minh, Trần Sùng Quế và Dương Thiệu Đường.
Khi "Tuyên ngôn Cơ Đốc" được công bố trên tờ Nhân Dân nhật báo vào năm 1954, nó cam kết sự ủng hộ của Cơ Đốc nhân đối với các nỗ lực chống chủ nghĩa đế quốc, chống chủ nghĩa phong kiến và chống chủ nghĩa tư bản quan liêu. Trong mắt các nhà biện giáo, phong trào đó đã tạo cơ hội cho chính phủ xâm nhập, phá hoại Hội Thánh, và kiểm soát phần lớn cơ quan tổ chức của Hội Thánh.
Công tác xây dựng Phong trào Ái quốc Tam Tự của tôn giáo Tin Lành đã được nhìn nhận là có tiềm năng để các tín đồ Công giáo tại Trung Quốc cũng tạo ra một tổ chức yêu nước "Tam Tự", mặc dù thuật ngữ này chưa bao giờ được sử dụng trong các diễn ngôn truyền giáo của đạo Công giáo trước đó như cách mà các nhà truyền giáo Tin Lành đã làm. Những người theo đạo Công giáo chống đối nguyên tắc Tam Tự đã bị bắt giam hoặc bị giết. Tuy nhiên, đến năm 1957, một số tín đồ Công giáo tại Trung Quốc cuối cùng đã thành lập Hội Ái quốc Công giáo Trung Quốc hoạt động theo nguyên tắc Tam Tự.

### Giai đoạn sau Đại Cách mạng Văn hoá
Từ năm 1966 đến 1976, trong thời kì Đại Cách mạng Văn hoá, các hoạt động tôn giáo tại Trung Quốc bị cấm hoàn toàn, bao gồm cả Phong trào Ái quốc Tam Tự (TSPM). Trong thời gian này, phong trào Hội Thánh gia đình (en) phát triển mạnh, khi mọi hoạt động thờ phượng của đạo Tin Lành tại Trung Quốc bị đẩy vào hoạt động ngầm để tránh bị đàn áp. Đến năm 1979, chính phủ chính thức khôi phục Phong trào Ái quốc Tam Tự sau 13 năm gián đoạn. Năm 1980, Hiệp hội Cơ Đốc giáo Trung Quốc (CCC) được thành lập. Tuy nhiên, nhiều Cơ Đốc nhân tại Trung Quốc vẫn nghi ngờ ý định của chính quyền trong việc tái lập Phong trào Ái quốc Tam Tự, một phần vì những người quản lí địa phương của tổ chức này từng tham gia vào các hành động đàn áp trước đây.
Năm 1980, Uỷ ban Trung ương đảng Cộng sản Trung Quốc chấp thuận đề xuất của Ban Công tác Mặt trận Thống nhất về việc tổ chức một hội nghị toàn quốc dành cho các tổ chức tôn giáo.(tr126-127) Phong trào Ái quốc Tam Tự là một trong năm nhóm tôn giáo được công nhận, cùng với Hiệp hội Islam giáo Trung Quốc, Hiệp hội Đạo giáo Trung Quốc, Hội Ái quốc Công giáo Trung Quốc và Hiệp hội Phật giáo Trung Quốc.(tr127)
Phong trào Ái quốc Tam Tự không phải là một giáo phái độc lập, và các sự khác biệt giáo phái không tồn tại trong tổ chức này. Các mục sư được đào tạo tại một trong 13 viện thần học được nhà nước phê chuẩn. Trọng tâm thần học hiện nay của tổ chức này bao gồm bảo vệ và thúc đẩy năm nguyên lí cơ bản của đức tin Cơ Đốc: Ba Ngôi Đức Chúa Trời, Đấng Christ vừa là Người vừa là Đức Chúa Trời, Thánh Linh thai dựng, Chúa Giê-xu bị đóng đinh trên thập tự giá, Chúa Giê-xu phục sinh và Chúa Giê-xu tái lâm. Vai trò chính của Phong trào Ái quốc Tam Tự là liên lạc với chính phủ nhân dân trung ương, trong khi Hiệp hội Cơ Đốc giáo Trung Quốc chịu trách nhiệm quản lí nội bộ và các công việc của Hội Thánh.
Việc quản lí tôn giáo tại Trung Quốc xuất phát từ sự công nhận của đảng Cộng sản Trung Quốc đối với năm tôn giáo chính: Phật giáo, Công giáo, Đạo giáo, Hồi giáo và Tin Lành. Tuy nhiên, gần 100 triệu đảng viên cộng sản Trung Quốc được yêu cầu phải theo chủ nghĩa vô thần. Các cơ quan chức năng giám sát chặt chẽ cả các nhóm tôn giáo đã đăng kí và chưa đăng kí. Phong trào Ái quốc Tam Tự thường bị chỉ trích là công cụ của chính phủ Trung Quốc thế tục nhằm đàn áp các Cơ Đốc nhân không nằm trong hệ thống quản lí của chính phủ. Các Hội Thánh độc lập, hay còn gọi là Hội Thánh gia đình, thường gặp nhiều khó khăn trong việc được hợp pháp hoá. Kể từ khi tổng bí thư đảng Cộng sản Trung Quốc Tập Cận Bình lên nắm quyền, chính phủ Trung Quốc đã thắt chặt kiểm soát các Hội Thánh tư gia và đàn áp thành viên của họ, trong đó Phong trào Ái quốc Tam Tự đã ủng hộ những hành động đó.
Năm 2018, Cục Sự vụ Tôn giáo Quốc gia (NRAA) - cơ quan mẹ của Phong trào Ái quốc Tam Tự, được sáp nhập vào Ban Công tác Mặt trận Thống nhất thuộc đảng Cộng sản Trung Quốc.
Đến tháng 3 năm 2019, ông Từ Hiểu Hồng, chủ tịch Uỷ ban Tam Tự Toàn quốc (NCTSPM), phát biểu về việc các thế lực phương Tây lợi dụng Cơ Đốc giáo để gây bất ổn tại Trung Quốc và làm suy yếu đảng cộng sản. Trong một bài phát biểu tại Hội nghị Hiệp thương Chính trị Nhân dân Trung Quốc, ông cho rằng "các thế lực chống Trung Quốc ở phương Tây đang cố gắng sử dụng Cơ Đốc giáo để ảnh hưởng đến sự ổn định xã hội của đất nước chúng ta, thậm chí lật đổ quyền lực chính trị". Ông cũng kêu gọi các hành động mạnh mẽ của nhà nước đối với các tín đồ Cơ Đốc độc lập, đồng thời khẳng định: "Chúng tôi ủng hộ mạnh mẽ việc đưa những cá nhân lợi dụng danh nghĩa Cơ Đốc giáo để tham gia lật đổ an ninh quốc gia ra trước pháp luật".

## Ấn phẩm
Quyển "Tuyển tập Tôn vinh Chúa (bản mới)" (en) của Trung Quốc, được xuất bản lần đầu vào những năm 1980, là sách thánh ca chính thức của các Hội Thánh thuộc Phong trào Ai quốc Tam Tự. Một trong những biên tập viên nổi bật là Lâm Thanh Bản, một nhà soạn nhạc thánh ca nổi tiếng tại Thượng Hải.
Bên cạnh đó "Tuyển tập Thánh thi Ca-na-an" (en), một bộ sưu tập Thánh thi liên kết với các Hội Thánh gia đình, cũng được sử dụng trong các Hội Thánh Tam Tự. Tuy nhiên, qua các kênh chính thức, Phong trào Ái quốc Tam Tự đã chỉ trích bộ Thánh thi đó, cho rằng nó đặt câu hỏi về quan điểm của phong trào về việc Cơ Đốc giáo phục vụ chủ nghĩa xã hội Trung Quốc. Ngoài các bài Thánh thi, các buổi lễ tại các Hội Thánh Tam Tự còn sử dụng cả những bài hát của đảng cộng sản không mang tính chất Cơ Đốc.
Tạp chí chính của Phong trào Ái Quốc Tam Tự là Thiên Phong (en).

## Tuyên xưng đức tin
Vào tháng 11 năm 2018, Hội Thánh Tam Tự đã thông qua bài tuyên xưng đức tin sau đây:
Hội Thánh Tin Lành Trung Quốc lấy Thánh kinh, cũng như Bài tín điều các Sứ đồ và Bài tín điều Nicene làm nền tảng đức tin, lấy nguyên tắc đức tin của Hội Thánh phổ thông làm tham chiếu.
Chúng tôi tin:
Đức Chúa Trời (Thượng đế) là Đấng Tam vị nhất thể, Chúa Cha, Chúa Con và Chúa Thánh Linh vừa là ba ngôi riêng biệt, vừa là một bản thể duy nhất, đồng tôn đồng vinh. Đức Chúa Trời (Thượng đế) là Đấng Tự hữu Hằng hữu, là Đấng Sáng tạo, Bảo an và Quyến cố toàn thảy thế giới cùng vạn vật vũ trụ trong tình yêu thương.
Đức Chúa Trời (Thượng đế) là Cha toàn năng, là Đấng Yêu thương, Chính nghĩa, Thánh khiết và Thành tín, là nguồn gốc của tất cả chân, thiện, mỹ.
Chúa Jesus Christ là Con độc sinh của Đức Chúa Trời (Thượng đế), trước khi sáng thế, Ngài ở cùng với Chúa Cha. Ngài được thai dựng bởi Thánh Linh, đến thế giới để cứu chuộc nhân loại. Ngài là Đạo trở nên xác thịt, vừa là Đức Chúa Trời (Thượng đế) toàn vẹn, vừa là con người toàn vẹn, thông qua việc truyền giảng Tin Lành và săn sóc con người, Ngài làm chứng cho Đức Chúa Cha. Chúa Giê-xu bị đóng đinh trên thập tự giá, chịu chết, được chôn, sống lại, thăng thiên, và sẽ trở lại trong tương lai để thi hành phán quyết, làm cho "muôn vật ở trên trời và ở dưới đất, tất cả đều đồng quy vu nhất trong Đấng Christ". Tuy nhiên, ngày Chúa tái lâm không ai biết trước, chỉ có Chúa Cha biết. Mọi tuyên bố rằng Đấng Christ đã tái lâm hoặc dự đoán ngày cụ thể Đấng Christ tái lâm đều đi ngược lại sự dạy dỗ của Kinh Thánh.
Đức Thánh Linh là Đấng Yên ủi, là Đấng ban sự sống, khiến cho con người nhận biết tội lỗi, biết hối cải, dẫn dắt con người nhận thức Đức Chúa Trời (Thượng đế), bước vào lẽ thật. Đức Thánh Linh liên hiệp con người với Đấng Christ, giúp con người sống đời sống thánh khiết. Đức Thánh Linh ban cho con người trí khôn, năng lực và những ân tứ khác nhau, để cùng nhau xây dựng thân thể của Đấng Christ, sống theo gương mẫu của Đấng Christ. Bất kể ai cũng không được lấy kinh nghiệm tâm linh cá nhân làm tiêu chuẩn tuyệt đối. Bất kì lời nói và việc làm nào xưng là sự mạc khải của Thánh Linh sai sự thật, đưa ra lời dự ngôn sai sự thật, giải thích Kinh Thánh xằng bậy, v.v đều không xuất phát từ Thánh Linh.
Con người được tạo dựng theo hình ảnh của Đức Chúa Trời, con người không được xưng là Đức Chúa Trời (Thượng đế).
Đức Chúa Trời (Thượng đế) ban cho loài người sứ mệnh chăm sóc và quản lí thế giới. Con người có trách nhiệm bảo vệ môi trường sinh thái.
Mọi người đều phạm tội, khiếm khuyết sự vinh hiển của Đức Chúa Trời (Thượng đế), nhưng vì đức tin nơi Chúa Jesus Christ, và dựa vào ân điển của Ngài, tội lỗi được miễn xá, con người được cứu chuộc, tương lai được tái sinh, được hưởng sự sống đời đời.
Đức tin và hành vi phải đồng nhất, Cơ Đốc nhân phải sống theo Đấng Christ, làm vinh hiển Đức Chúa Trời và đem lại lợi ích cho con người.
Hội Thánh là thân thể của Đấng Christ, Đấng Christ là nguyên thủ của Hội Thánh. Hội Thánh được truyền thừa bởi các sứ đồ, có tính hiệp một, thánh khiết và phổ thông. Hội Thánh được hợp thành bởi những người được Đức Chúa Trời (Thượng đế) tuyển gọi, tin nhận Chúa Jesus Christ làm Cứu Chúa. Hội Thánh được thiết lập bởi các sứ đồ theo mệnh lệnh của Chúa Giê-xu. Sứ mệnh của Hội Thánh là truyền bá Tin Lành, cử hành Thánh lễ, dạy dỗ và chăm sóc tín đồ, phục vụ cộng đồng, và làm chứng cho Chúa. Hội Thánh vừa phổ quát, vừa địa phương.
Thánh kinh là do Đức Chúa Trời (Thượng đế) soi dẫn, được viết ra bởi sự cảm động của Thánh Linh. Thánh kinh có thẩm quyền tối cao trong đức tin và là nguyên tắc cho đời sống tín đồ. Dưới sự chỉ đạo của Đức Thánh Linh, dù ở trong thời đại khác nhau hay hoàn cảnh khác nhau, con người đều có thể tìm thấy ánh sáng mới từ bên trong Kinh Thánh. Việc giải nghĩa Kinh Thánh phải đúng đắn, không được giải kinh tuỳ ý hoặc đoạn chương thủ nghĩa. Bất kể ai tôn cao quyền lực cá nhân cao hơn Kinh Thánh đều là sai lầm.